# Liste des chapitres de Re:Zero − Re:vivre dans un autre monde à partir de zéro
Cet article est un complément de l'article Re:Zero − Re:vivre dans un autre monde à partir de zéro. Il contient la liste des volumes des light novel et mangas avec les chapitres qu’ils contiennent.
Le web novel Re:Zero kara hajimeru isekai seikatsu est initialement publié par Tappei Nagatsuki sur le site collaboratif Shōsetsuka ni Narō depuis le 20 avril 2012. Media Factory acquiert les droits de la série afin de pouvoir publier le web novel sous forme papier. Le premier volume en tant que light novel, illustré par Shinichirou Otsuka, est publié le 24 janvier 2014 dans sa collection MF Bunko J. La version française est publiée par Ofelbe à partir du 15 juin 2017 et la version anglaise pour l'Amérique du Nord par Yen Press.
Les arcs du light novel sont adaptés en séries manga séparées. La première série, dessinée par Daichi Matsue, est publiée par Media Factory en deux volumes sortis entre juin 2014 et mars 2015. La seconde, dessinée par Makoto Fugetsu, est publiée par Square Enix en 5 volumes entre mars 2015 et décembre 2017. La troisième, dessinée par Daichi Matsue, est publiée par Square Enix en onze volumes sortis entre décembre 2015 et février 2020. La quatrième, dessinée par Haruno Atori et composée par Yu Aikawa, est publiée par Kadokawa depuis février 2020. Une anthologie manga, un recueil et des albums d'illustrations sont également sortis. Les séries mangas sont publiées en version française par Ototo et en version anglaise en Amérique du Nord par Yen Press.

## Light novel
Le web novel Re:Zero kara hajimeru isekai seikatsu est initialement publié par Tappei Nagatsuki sur le site collaboratif Shōsetsuka ni Narō depuis le 20 avril 2012,. La version en ligne compte un total actuel de 527 chapitres répartis en 7 arcs narratifs et 2 histoires annexes.
À la suite de la publication du web novel, Media Factory acquiert les droits de la série afin de pouvoir publier le web novel sous forme papier. Le premier volume en tant que light novel, illustré par Shinichirou Otsuka, est publié le 24 janvier 2014 dans sa collection MF Bunko J. En juin 2025, quarante-et-un volumes ont déjà été publiés, ainsi que six histoires annexes et douze collections d'histoires courtes. La version française est publiée par Ofelbe à partir du 15 juin 2017 sous le titre Re:Zero - Re:vivre dans un autre monde à partir de zéro et la version anglaise pour l'Amérique du Nord par Yen Press, qui annonce l'acquisition de la licence le 2 décembre 2015.

### Histoire principale

#### Arc 1: Un premier jour tumultueux
| no | Japonais        | Japonais          | Français       | Français          |
| no | Date de sortie  | ISBN              | Date de sortie | ISBN              |
| --- | --------------- | ----------------- | -------------- | ----------------- |
| 1 | 24 janvier 2014 | 978-4-04-066208-4 | 15 juin 2017   | 978-2-37302-030-4 |
| Liste des chapitres : - Prologue : La chaleur résiduelle du commencement (最初の残留熱, Hajimari no Yonetsu) - Chapitre 1 : La fin du commencement (始まりの終わり, Hajimari no Owari) - Chapitre 2 : Une résistance tardive (抵抗値が遅い, Oso Sugiru Aragai) - Chapitre 3 : La fin et le commencement (終了と開始, Owari to Hajimari) - Chapitre 4 : Jamais trois sans quatre (4 人で 3 人はしないでください, Shi-dome no Shōjiki) - Chapitre 5 : Une vie dans un autre monde à partir de zéro (ゼロからの別の世界の生命, Zero kara Hajimaru Isekai Seikatsu) - Épilogue : Sous le regard de la lune (月の半月の下, O-tsuki-sama ga Miteru) |                 |                   |                |                   |

#### Arc 2: La semaine chaotique
| no | Japonais        | Japonais          | Français          | Français          |
| no | Date de sortie  | ISBN              | Date de sortie    | ISBN              |
| --- | --------------- | ----------------- | ----------------- | ----------------- |
| 2 | 25 février 2014 | 978-4-04-066309-8 | 21 septembre 2017 | 978-2-37302-031-1 |
| Liste des chapitres : - Prologue : Le début de l'expiation (贖いの始まり, Aganai no Hajimari) - Chapitre 1 : Prise de conscience sentimentale (感情的な意識, Jikaku Suru Kanjō) - Chapitre 2 : Au loin, le matin promis (朝はオフ, Yakusoku Shita Asa wa Tōku) - Chapitre 3 : Le cliquetis de la chaîne (チェーンのクリック, Kusari no Oto) - Chapitre 4 : L'ogre et la souris au crépuscule (夕暮れ時のグレとマウス, Ōmagatoki no Onigokko) - Chapitre 5 : Le matin tant espéré (朝はとても待ちました, Machi Nozonda Asa)                                                       |                 |                   |                   |                   |
| 3 | 25 mars 2014    | 978-4-04-066334-0 | 11 janvier 2018   | 978-2-37302-032-8 |
| Liste des chapitres : - Chapitre 1 : Retour à la case départ pour Subaru Natsuki (その名は――, Sono Na wa) - Chapitre 2 : Le répit après les larmes (腐敗する精神, Fuhai Suru Seishin) - Chapitre 3 : Le sens du courage (動き出す事態とレムの意思, Ugokidasu Jitai to Remu no Ishi) - Chapitre 4 : Une méthode ogrisée (鬼がかったやり方, Oni Gakatta Yarikata) - Entracte : Rem (レム, Remu) - Chapitre 5 : All-in (オールイン, Ōru In) - Épilogue : Parlons avenir (未来の話, Mirai no Hanashi) - Entracte : Entretien secret au clair de lune (月下の密談, Gekka no Mitsudan) |                 |                   |                   |                   |

#### Arc 3: Retour à la capitale royale
| no | Japonais          | Japonais          | Français          | Français          |
| no | Date de sortie    | ISBN              | Date de sortie    | ISBN              |
| --- | ----------------- | ----------------- | ----------------- | ----------------- |
| 4 | 25 juin 2014      | 978-4-04-066780-5 | 27 septembre 2018 | 978-2-37302-051-9 |
| Liste des chapitres : - Prologue : L'entêtement d'un idiot (愚か者の意地, Orokamono no Iji) - Chapitre 1 : Retour à la capitale (再来の王都, Sairai no Ōto) - Chapitre 2 : Bénédiction, retrouvailles et promesse (加護と再会と約束と, Kago to Saikai to Yakusoku to) - Chapitre 3 : Un groupe en mauvaise entente (仲の悪すぎる面子, Naka no Waru Sugiru Mentsu) - Chapitre 4 : Les candidates au trône et leur chevalier (王の候補者と、その騎士たち, Ō no Kōho-sha to Sono Kishi-tachi) - Chapitre 5 : Subaru Natsuki, chevalier autoproclamé (自称騎士、ナツキ・スバル, Jishō Kishi Natsuki Subaru) - Épilogue : Les intentions des chevaliers (騎士たちの思惑, Kishi-tachi no Shiwaku) |                   |                   |                   |                   |
| 5 | 24 octobre 2014   | 978-4-04-067122-2 | 28 mars 2019      | 978-2-37302-062-5 |
| Liste des chapitres : - Prologue : Je suis... (その名は――, Sono Na wa) - Chapitre 1 : Un esprit en putréfaction (腐敗する精神, Fuhai Suru Seishin) - Chapitre 2 : L'évolution de la situation et la décision de Rem (動き出す事態とレムの意思, Ugokidasu Jitai to Remu no Ishi) - Chapitre 3 : La maladie du désespoir (絶望という病, Zetsubō to Iu Yamai) - Chapitre 4 : Au bord de la folie (狂気の外側, Kyōki no Sotogawa) - Chapitre 5 : Paresse (怠惰, Taida) |                   |                   |                   |                   |
| 6 | 25 mars 2015      | 978-4-04-067468-1 | 11 juillet 2019   | 978-2-37302-067-0 |
| Liste des chapitres : - Chapitre 1 : Un négociateur inapte (幼い交渉, Osanai Kōshō) - Chapitre 2 : Les désirs d'un porc (豚の欲望, Buta no Yokubō) - Chapitre 3 : Dans la gueule de la Baleine Blanche (白鯨の顎, Hakugei no Ago) - Chapitre 4 : Motus et bouche cousue (言葉にはさせない, Kotoba ni wa Sasenai) - Chapitre 5 : De zéro (ゼロから, Zero kara) - Chapitre 6 : Les cartes en mains (配られたカード, Kubarareta Kādo) |                   |                   |                   |                   |
| 7 | 25 septembre 2015 | 978-4-04-067780-4 | 26 septembre 2019 | 978-2-37302-069-4 |
| Liste des chapitres : - Chapitre 1 : Cartes sur table (配られたカード, Kubarareta Kādo) - Chapitre 2 : Veille de bataille (決戦前夜, Kessen Zen'ya) - Chapitre 3 : Chasse à la Baleine Blanche (白鯨攻略戦, Hakugei Kōryaku-sen) - Chapitre 4 : Un pari contre le désespoir (絶望に抗う賭け, Zetsubō ni Aragau Kake) - Chapitre 5 : Wilhelm van Astrea (ヴィルヘルム・ヴォン・アストレア, Viruherumu Von Asutorea) - Chapitre 6 : Vers le domaine Mathers (メイザース領への道, Meizāsu-ryō e no Michi) |                   |                   |                   |                   |
| 8 | 25 mars 2016      | 978-4-04-068177-1 | 30 janvier 2020   | 978-2-37302-074-8 |
| Liste des chapitres : - Chapitre 1 : Éclair de paresse (怠惰一閃, Taida Issen) - Chapitre 2 : « Battez-vous. » (――戦え, Tatakae) - Chapitre 3 : Une bonne raison de rentrer (帰ってきた意味, Kaettekita Imi) - Chapitre 4 : Diabolique paresse (悪辣なる怠惰, Akuratsu Naru Taida) - Chapitre 5 : L'exécution du contrat (契約の履行, Keiyaku no Rikō) |                   |                   |                   |                   |
| 9 | 23 septembre 2016 | 978-4-04-068627-1 | 25 février 2022   | 978-2-37302-081-6 |
| Liste des chapitres : - Prologue : Re : commencement (Ｒｅ：スタート, Re: Sutāto) - Chapitre 1 : Un évangile bienveillant (温もりという福音, Nukumori to Iu Fukuin) - Chapitre 2 : Préparatifs en coulisse (お膳立ての舞台裏, Ozendate no Butaiura) - Chapitre 3 : Le chevalier autoproclamé et le chevalier modèle (自称騎士と最優の騎士, Jishō Kishi to Saiyū no Kishi) - Chapitre 4 : La fin de la Paresse (怠惰の終焉, Taida no Shūen) - Chapitre 5 : Une simple histoire (――ただそれだけの物語, Tada Soredake no Monogatari) - Entracte : Moment de répit dans une voiture draconique (竜車でのひと時, Ryūsha de no Hitotoki) - Fragments : Rem Natsuki (ナツキ・レム, Natsuki Remu) - Entracte : Bon appétit ! (イタダキマス, Itadakimasu) - Chapitre 6 : Leurs serments respectifs (それぞれの、誓い, Sorezore no Chikai) |                   |                   |                   |                   |

#### Arc 4: Le contrat éternel
| no | Japonais          | Japonais          | Français          | Français          |
| no | Date de sortie    | ISBN              | Date de sortie    | ISBN              |
| --- | ----------------- | ----------------- | ----------------- | ----------------- |
| 10 | 25 octobre 2016   | 978-4-04-068676-9 | 22 septembre 2022 | 978-2-37302-086-1 |
| Liste des chapitres : - Prologue : Le Tombeau (墓所, Bosho) - Chapitre 1 : De retour à la maison (帰り着いた場所へ, Kaeritsuita Basho e) - Chapitre 2 : En route vers le Sanctuaire (聖域への道中, Seiiki e no Douchū) - Chapitre 3 : Des retrouvailles tant attendues (待ちかねた再会, Machikaneta Saikai) - Chapitre 4 : Des parents et leur enfant (親子, Oyako) - Chapitre 5 : Un pas en avant (踏み出した一歩, Fumidashita Ippo) |                   |                   |                   |                   |
| 11 | 23 décembre 2016  | 978-4-04-068770-4 | 24 novembre 2022  | 978-2-37302-098-4 |
| Liste des chapitres : - Chapitre 1 : Les trois soubrettes (メイド・メイド・メイド, Meido Meido Meido) - Chapitre 2 : L'Evangile de la fillette (少女の福音, Shōjo no Fukuin) - Chapitre 3 : Un ami (ユージン, Yūjin) - Chapitre 4 : La valeur d'une vie (命の価値, Inochi no Kachi) - Chapitre 5 : le thé des sorcières (魔女達の茶会, Majo-tachi no Chakai) - Chapitre 6 : Love love love love love love you (らぶらぶらぶらぶらぶらぶゆー, Rabu Rabu Rabu Rabu Rabu Rabu Yū) |                   |                   |                   |                   |
| 12 | 25 mars 2017      | 978-4-04-069143-5 | 30 mars 2023      | 978-2-37302-109-7 |
| Liste des chapitres : - Chapitre 1 : Love love love love love love me (らぶらぶらぶらぶらぶらぶらぶらぶらぶらぶらぶらぶらぶらぶみー, Rabu Rabu Rabu Rabu Rabu Rabu Rabu Rabu Rabu Rabu Rabu Rabu Rabu Rabu Mī) - Chapitre 2 : Je connais l'enfer (地獄なら知っている, Jigoku Nara Shitteiru) - Chapitre 3 : Un crie vieux de quatre siècles (四百年前からの叫び, Yonhyakunen Mae kara no Sakebi) - Chapitre 4 : le goût de la mort (死の味, Shi no Aji) - Chapitre 5 : La liste des fins (えんでぃんぐりすと, Endingu Risuto) - Chapitre 6 : Le thé de la sorcière (魔女の茶会, Majo no Chakai) |                   |                   |                   |                   |
| 13 | 24 juin 2017      | 978-4-04-069285-2 | 24 août 2023      | 978-2-37302-111-0 |
| Liste des chapitres : - Chapitre 1 : Un son insuportable (泣きたくなる音, Nakitaku Naru Oto) - Chapitre 2 : Plan, harsad et chance de victoire (勝算度外視, Shōsan Dogaishi) - Chapitre 3 : STRAIGHT BET - Chapitre 4 : Mensonge, menteurs et frimeurs (嘘と、嘘つきと、大法螺吹き, Uso to Usotsuki to Ōborafuki) - Chapitre 5 : Otto Suwen (オットー・スーウェン, Ottō Sūwen) - Chapitre 6 : Des arguments convaincants (信じる理由, Shinjiru Riyū) - Chapitre 7 : "la pierre de Kwain ne saurait bouger seule" (クウェインの石は一人じゃ上がらない, Kuwein no Ishi wa Hitori ja Agaranai) - Chapitre 8 : Lettre d'amour (らぶれたー, Rabu Retā) |                   |                   |                   |                   |
| 14 | 25 septembre 2017 | 978-4-04-069459-7 | 7 décembre 2023   | 978-2-37302-113-4 |
| Liste des chapitres : - Chapitre 1 : Errance en quête de souvenirs (――記憶の旅路, Kioku no Tabiji) - Chapitre 2 : Les origines du Sanctuaire, ou le prélude de sa fin (聖域の始まりと、崩壊の始まり, Seiiki no Hajimari to, Hōkai no Hajimari) - Chapitre 3 : Le jour où Bételgeuse rit (平家星の笑った日, Heikeboshi no Waratta Hi) - Chapitre 4 : La forêt givrée d'Elior (エリオール大森林の永久凍土, Eriōru Daishinrin no Eikyūtōdo) - Chapitre 5 : Du rouge sur les lèvres (唇には紅を引いて, Kuchibiru ni wa Beni o Hiite) - Chapitre 6 : Transformer un mensonge en souhait (嘘を願いに, Uso o Negai ni) - Chapitre 7 : Retrouvaille bestiales (咆哮の再会, Hōkō no Saikai) |                   |                   |                   |                   |
| 15 | 25 décembre 2017  | 978-4-04-069611-9 | 27 juin 2024      | 978-2-37302-114-1 |
| Liste des chapitres : - Chapitre 1 : Le dernier jour du manoir Roswaal (ロズワール邸、最後の日, Rozuwāru-tei, Saigo no Hi) - Chapitre 2 : Reflets de bonheur à la surface de l'eau (水面に映る幸せ, Minamo ni Utsuru Shiawase) - Chapitre 3 : La chasse du seigneur des ténèbres de la forêt (――森の漆黒の王、ギルティラウの襲撃, ―― Mori no Shikkoku no Ō, Girutirau no Shūgeki) - Chapitre 4 : Prenons le thé ensemble, la prochaine fois ! (次はきっとお茶会を, Tsugi wa Kitto Osakai o) - Chapitre 5 : La chaleur du sang et des entrailles (血と臓物まで愛して, Chi to Zōmotsu Made Aishite) - Chapitre 6 : Une histoires née dans la vengeance (復讐から始まり, Fukushū kara Hajimari) - Chapitre 7 : Choisis_moi (――俺を選べ, ―― Ore o Erabe) - Chapitre 8 : Ce que dessine la neige (雪の顔型, Yuki no Kao-gata) - ENTRACTE : De nombreux compromis (それぞれの歩み寄り, Sorezore no Ayumiyori) - EPILOGUE : De fous pas de danse sous la lune (月下、出鱈目なステップ, Gekka, Detaramena Suteppu) - REDONDANCE : Le second Avènement (——再臨, —— Sairin) |                   |                   |                   |                   |

#### Arc 5: Les étoiles qui écrivent l'histoire
| no | Japonais          | Japonais          | Français       | Français          |
| no | Date de sortie    | ISBN              | Date de sortie | ISBN              |
| --- | ----------------- | ----------------- | -------------- | ----------------- |
| 16 | 24 mars 2018      | 978-4-04-069816-8 | —              | 978-2-37302-116-5 |
| Liste des chapitres : - Chapitre 1 : 始まりはいつも来訪者から (Hajimari wa Itsumo Raihō-sha Kara) - Chapitre 2 : 水門都市プリステラ (Suimon Toshi Purisutera) - Chapitre 3 : 意外な再会、来るべき再会、意図せぬ再会 (Igaina Saikai, Kitarubeki Saikai, Ito Senu Saikai) - Chapitre 4 : うるさい静寂 (Urusai Shijima) - Chapitre 5 : 劇場型悪意 (Gekijō-gata Akui) |                   |                   |                |                   |
| 17 | 25 septembre 2018 | 978-4-04-065158-3 | —              | 978-2-37302-122-6 |
| Liste des chapitres : - Chapitre 1 : 安易さの答え合わせ (An'i-sa no Kotae Awase) - Chapitre 2 : 氷炎の結末 (Hien no Ketsumatsu) - Chapitre 3 : 魔女教災害対策本部 (Majo Kyō Saigai Taisaku Honbu) - Chapitre 4 : ゴージャス・タイガー (Gōjasu Taigā) - Chapitre 5 : 都市庁舎奪湿作戦 (Toshi Chōsha Datsu Shime Sakusen) |                   |                   |                |                   |
| 18 | 25 décembre 2018  | 978-4-04-065380-8 | —              | 978-2-37302-125-7 |
| Liste des chapitres : - Prologue : 濁流 (Dakuryū) - Chapitre 1 : 敗戦処理 (Haisen shori) - Chapitre 2 : 騎士の条件 (Kishi no jōken) - Chapitre 3 : 最も新しい英雄と最も古い英雄 (Mottomo atarashī eiyū to mottomo furui eiyū) - Chapitre 4 : 歷史刻星々 (Rekishi toki hoshiboshi) - Chapitre 5 : いつか好きになる人 (Itsuka sukininaru hito) |                   |                   |                |                   |
| 19 | 27 mars 2019      | 978-4-04-065628-1 | —              |                   |
| Liste des chapitres : - Prologue : 混戦都市 (Konsen toshi) - Chapitre 1 : 強欲攻略戦開幕 (Gōyoku kōryaku-sen kaimaku) - Chapitre 2 : 炎上都市賛歌 (Enjō toshi sanka) - Chapitre 3 : 絶縁状にサインを (Zetsuen-jō ni sain o) - Chapitre 4 : リリアナ・マスカレード (Ririana masukarēdo) - Chapitre 5 : ――信じてる (―― Shinji teru) - Chapitre 6 : レグルス・コルニアス (Regurusu koruniasu)                                                                                          |                   |                   |                |                   |
| 20 | 25 juin 2019      | 978-4-04-065795-0 | —              |                   |
| Liste des chapitres : - Prologue : 月下狂想曲 (Gekka kyō sō kyoku) - Chapitre 1 : 領域の被害者 (Ryōiki no higaisha) - Chapitre 2 : 領域の被害者 (Ryōiki no higaisha) - Chapitre 3 : 戦士の称賛 (Senshi no shōsan) - Chapitre 4 : 剣鬼恋歌—— 断章 (Kenki renka —— danshō) - Chapitre 5 : テレシア・ヴァン・アストレア (Tereshia van asutorea) - Chapitre 6 : プリステラ攻防戦リザルト (Purisutera kōbō-sen rizaruto) - Chapitre 7 : 水面に波紋を残して (Minamo ni hamon o nokoshite) |                   |                   |                |                   |

#### Arc 6: Le corridor des souvenirs
| no | Japonais          | Japonais          | Français       | Français |
| no | Date de sortie    | ISBN              | Date de sortie | ISBN     |
| --- | ----------------- | ----------------- | -------------- | -------- |
| 21 | 25 septembre 2019 | 978-4-04-064006-8 | —              |          |
| Liste des chapitres : - Prologue : 旅の道中 (Tabi no Dōchū) - Chapitre 1 : 君を連れ出す理由 (Kimi o Tsuredasu Riyū) - Chapitre 2 : 砂時間を越えろ (Suna Jikan o Koero) - Chapitre 3 : 監視塔の洗礼 (Kanshitō no Senrei) - Chapitre 4 : 砂上の信頼 (Sajō no Shinrai) - Chapitre 5 : 監視塔の番人 (Kanshitō no Bannnin) - Interlude : ゴージャス・タイガー・リローデッド (Gōjasu Taigā Rirōdeddo)                                                                               |                   |                   |                |          |
| 22 | 25 mars 2020      | 978-4-04-064553-7 | —              |          |
| Liste des chapitres : - Chapitre 1 : 大図書館プレイアデス (Dai Toshokan Pureiadesu) - Chapitre 2 : 白い星空のアステリズム (Shiroi Hoshizora no Asuterizumu) - Chapitre 3 : タイゲタの書庫 (Taigeta no Shoko) - Chapitre 4 : 棒振り (Bōfuri) - Chapitre 5 : ユリウス・ユークリウス (Yuriusu Yūkuriusu) - Chapitre 6 : 塔共同生活のすゝめ (Tō Kyōdō Seikatsu no Susume) - Chapitre 7 : (■■■・■■■) - Interlude : ――古い記憶 (Furui Kioku)                                        |                   |                   |                |          |
| 23 | 25 juin 2020      | 978-4-04-064730-2 | —              |          |
| Liste des chapitres : - Chapitre 1 : コンビニを出ると、そこは不思議の世界でした (Konbini o Deru to, Soko wa Fushigi no Sekai deshita) - Chapitre 2 : オマエハダレダ (Omae wa Dareda) - Chapitre 3 : 残骸 (Zangai) - Chapitre 4 : 生者たちの塔 (Seija-tachi no Tō) - Interlude : メィリィ・ポートルート (Meirii Pōtorūto) - Chapitre 5 : ――殺人は、癖になる (Satsujin wa, Kuse ni Naru) - Chapitre 6 : Ｒｅ：ゼロから始まる異世界生活 (Re: Zero kara Hajimaru Isekai Seikatsu) |                   |                   |                |          |
| 24 | 25 septembre 2020 | 978-4-04-064945-0 | —              |          |
| Liste des chapitres : - Chapitre 1 : 雪解けを待つあなた (Yukidoke o Matsu Anata) - Chapitre 2 : これからの話 (Kore kara no Hanashi) - Chapitre 3 : ――立ちなさい (Tachinasai) - Chapitre 4 : 五つの障害 (Itsutsu no Shōgai) - Chapitre 5 : 理不尽な剣の鉄槌 (Rifujin na Ken no Tettsui) - Chapitre 6 : 一途な星 (Ichizu na Hoshi) |                   |                   |                |          |
| 25 | 25 décembre 2020  | 978-4-04-680080-0 | —              |          |
| Liste des chapitres : - Chapitre 1 : (■■・■) - Chapitre 2 : ナツキ・スバル (Natsuki Subaru) - Chapitre 3 : ルイ・アルネブ (Rui Arunebu) - Chapitre 4 : Ready Steady Go - Chapitre 5 : 精神の死 (Seishin no Shi) - Chapitre 6 : グッドルーザー (Guddorūzā) - Chapitre 7 : ラム (Ramu) - Chapitre 8 : ――志を問わん (Kokorozashi o Towan) - Chapitre 9 : シャウラ (Shaura) - Chapitre 10 : 英雄 (Eiyū)                                                                           |                   |                   |                |          |

#### Arc 7: La terre des loups
| no | Japonais          | Japonais          | Français       | Français |
| no | Date de sortie    | ISBN              | Date de sortie | ISBN     |
| --- | ----------------- | ----------------- | -------------- | -------- |
| 26 | 25 mars 2021      | 978-4-04-680330-6 | —              |          |
| Liste des chapitres : - Prologue : 監視塔の人々 (Kanshitō no Hitobito) - Chapitre 1 : 洗礼 (Senrei) - Chapitre 2 : 勇気ある選択 (Yūki aru Sentaku) - Chapitre 3 : 男はつらかったよ (Otoko wa Tsurakatta yo) - Chapitre 4 : 帝国の流儀 (Teikoku no Ryūgi) - Chapitre 5 : ヴォラキア帝国 (Vorakia Teikoku) |                   |                   |                |          |
| 27 | 25 juin 2021      | 978-4-04-680510-2 | —              |          |
| Liste des chapitres : - Chapitre 1 : 守りたいモノ (Mamitai Mono) - Chapitre 2 : 忍び寄る凶気 (Shinobiyoru Kyōki) - Chapitre 3 : 城郭都市グァラル攻防戦 (Jōkaku Toshi Guararu Kōbōsen) - Chapitre 4 : 皇帝/商人/ナツキ・スバル (Kōtei / Shōnin / Natsuki Subaru) - Interlude : ズィクル・オスマン (Zikuru Osman) - Chapitre 5 : 楽士ナツミシュバルツ (Gakushi Natsumi Shubarutsu) - Chapitre 6 : 傲岸不遜な紅 (Gōgan Fuson na Kurenai)                                                                              |                   |                   |                |          |
| 28 | 24 décembre 2021  | 978-4-04-680998-8 | —              |          |
| Liste des chapitres : - Chapitre 1 : 再会は燃える血潮の如く (Saikai wa Moeru Chishio no Gotoku) - Interlude : 持つモノと持たざるモノ (Motsu Mono to Motazaru Mono) - Chapitre 2 : 自称英雄ナツキ・スバル (Jishō Eiyū Natsuki Subaru) - Chapitre 3 : 進むべき道筋 (Susumubeki Michisuji) - Chapitre 4 : 混沌たる魔都 (Konton taru Mato) - Chapitre 5 : 八年越しの褒美 (Hachinen-goshi no Hōbi) |                   |                   |                |          |
| 29 | 25 mars 2022      | 978-4-04-681286-5 | —              |          |
| Liste des chapitres : - Chapitre 1 : 野心の獣 (Yashin no Kemono) - Chapitre 2 : 瞼の裏側 (Mabuta no Uragawa) - Chapitre 3 : コンコン (Konkon) - Chapitre 4 : 消えぬ■■ (Kienu ■■) - Chapitre 5 : 星の巡り合わせ (Hoshi no Meguriawase) - Chapitre 6 : 恋心は譲れない (Koigokoro wa Yuzurenai) - Chapitre 7 : 十一秒のその先 (Jūichi-byō no Sono Saki) - Chapitre 8 : 理想郷カオスフレーム (Risōkyō Kaosufurēmu) - Interlude : 蒼穹を覆う (Sōkyū o Ōu)                                                               |                   |                   |                |          |
| 30 | 24 juin 2022      | 978-4-04-681476-0 | —              |          |
| Liste des chapitres : - Chapitre 1 : 魔都狂騒曲 (Mato Kyōsōkyoku) - Chapitre 2 : 賢くは生きられない (Kashikoku wa Ikirarenai) - Chapitre 3 : タリッタ・シュドラク (Taritta Shudoraku) - Chapitre 4 : 城郭都市狂騒曲 (Jōkaku Toshi Kyōsōkyoku) - Chapitre 5 : 大馬鹿と呼ばれて構わない (Ōbaka to Yobarete Kamawanai) - Chapitre 6 : フロップ・オコーネル (Furoppu Okōneru) - Interlude : 帝国狂騷序曲 (Teikoku Kyōsō Jokyoku)                                                                                       |                   |                   |                |          |
| 31 | 22 septembre 2022 | 978-4-04-681748-8 | —              |          |
| Liste des chapitres : - Chapitre 1 : スパルカ (Suparuka) - Chapitre 2 : 魔法の言葉 (Mahō no Kotoba) - Chapitre 3 : ヒアイン・ヤッツ (Hiain Yattsu) - Chapitre 4 : 帝都より来たる (Teito yori Kitaru) - Chapitre 5 : ヴァイツ・ログン (Vaitsu Rogun) - Chapitre 6 : イドラ・ミサンガ (Idora Misanga) - Chapitre 7 : I know |                   |                   |                |          |
| 32 | 23 décembre 2022  | 978-4-04-682041-9 | —              |          |
| Liste des chapitres : - Prologue : 帝都にて邂逅す (Teito nite Kaikō su) - Chapitre 1 : 運命の悪戯 (Unmei no Itazura) - Chapitre 2 : アイリスと茨の王 (Airisu to Ibara no Ō) - Interlude : 女傑と道化 (Joketsu to Dōke) - Chapitre 3 : ユージン (Yūjin) - Chapitre 4 : 五つの頂点 (Itsutsu no Chōten) - Chapitre 5 : 風穴 (Fūketsu) - Chapitre 6 : カフマ・イルルクス (Kafima Irurukusu) - Chapitre 7 : 頂点決戦 (Chōten Kessen) - Chapitre 8 : 頂点楚歌 (Chōten Soka) - Chapitre 9 : 深愛で描ㄑ (Shin’ai de Egaku) |                   |                   |                |          |
| 33 | 29 mars 2023      | 978-4-04-682331-1 | —              |          |
| Liste des chapitres : - Chapitre 1 : プレアデス戰団 (Pureadesu Sendan) - Chapitre 2 : 頂点万化 (Chōten Banka) - Chapitre 3 : 頂点乱麻 (Chōten Ranma) - Chapitre 4 : チシャ・ゴールド (Chisha Gōrudo) - Chapitre 5 : 帝国の剣狼 (Teikoku no Kenrō) - Interlude : 言祝ぎ (Kotohogi) |                   |                   |                |          |

#### Arc 8: Vincent Vollachia
| no | Japonais          | Japonais          | Français       | Français |
| no | Date de sortie    | ISBN              | Date de sortie | ISBN     |
| --- | ----------------- | ----------------- | -------------- | -------- |
| 34 | 23 juin 2023      | 978-4-04-682567-4 | —              |          |
| Liste des chapitres : - Chapitre 1 : 赦し (Yurushi) - Chapitre 2 : 赦しは乞わない (Yurushi wa Kowanai) - Interlude : トッド・ファング (Toddo Fangu) - Chapitre 3 : 愛すると決めて (Ai suru to Kimete) - Chapitre 4 : ナツキ・スバルとヴィンセント・アベルクス (Natsuki Subaru to Vinsento Aberukusu) - Chapitre 5 : 王国と帝国 (Ōkoku to Teikoku) |                   |                   |                |          |
| 35 | 25 septembre 2023 | 978-4-04-682863-7 | —              |          |
| Liste des chapitres : - Chapitre 1 : 屍人災害 (Shijin Saigai) - Chapitre 2 : バルガ・クロムウェルの策 (Baruga Kuromuweru no Saku) - Chapitre 3 : 二つの光 (Futatsu no Hikari) - Chapitre 4 : ルイ (Rui) - Chapitre 5 : 死にゆくものの願い (Shiniyuku Mono no Negai) - Chapitre 6 : ベルステツ・フォンダルフォン (Berusutetsu Fondarufon) - Chapitre 7 : 帝国の姉妹 (Teikoku no Shimai)                                                               |                   |                   |                |          |
| 36 | 25 décembre 2023  | 978-4-04-683156-9 | —              |          |
| Liste des chapitres : - Prologue : 愛たくなかった (Aitakunakatta) - Chapitre 1 : 石塊 (Sekkai) - Chapitre 2 : 言い訳しなきゃ許さない (Īwake shinakya Yurusanai) - Chapitre 3 : 屍都ルプガナ (Shikuto Rupugana) - Interlude : ロウワン・セグムント (Rouwan Segumunto) - Chapitre 4 : 笑う埒外 (Warau Rachigai) - Chapitre 5 : 大いなる奴隷 (Ōinaru Dorei) - Chapitre 6 : その涙に用がある (Sono Namida ni Yō ga Aru) - Interlude : ウビルク (Ubiruku) |                   |                   |                |          |
| 37 | 25 mars 2024      | 978-4-04-683470-6 | —              |          |
| Liste des chapitres : - Chapitre 1 : 星の落とし方 (Hoshi no Otoshikata) - Chapitre 2 : タンザ (Tanza) - Chapitre 3 : ユーガルド・ヴォラキア (Yūgarudo Vorakia) - Chapitre 4 : メディアム・オコーネル (Medeiamu Okōneru) - Chapitre 5 : マデリン・エッシャルト (Maderin Essharuto) - Interlude : アラキヤ (Arakiya) - Chapitre 6 : セシルス・セグムント (Seshirusu Segumunto) - Chapitre 7 : スピンクス (Supinkusu) - Interlude : 魔女 (Majo)         |                   |                   |                |          |
| 38 | 25 juin 2024      | 978-4-04-683704-2 | —              |          |
| Liste des chapitres : - Prologue : パラディオ・マネスク (Paradio Manesuku) - Chapitre 1 : 唇に奇跡を含んで (Kuchibiru ni Kiseki o Fukunde) - Chapitre 2 : 星降石帝都 (Hoshifurishi Teito) - Chapitre 3 : 惚れた男 (Horeta Otoko) - Chapitre 4 : 英雄幻想 (Eiyū Gensō) - Chapitre 5 : 愛 (Ai) - Baisser de rideau : プリシラ・バーリエル (Purishira Bārieru) - Prologue : アルデバラン (Arudebaran)                                                   |                   |                   |                |          |

#### Arc 9: La lumière d'une étoile sans nom
| no | Japonais          | Japonais          | Français       | Français |
| no | Date de sortie    | ISBN              | Date de sortie | ISBN     |
| --- | ----------------- | ----------------- | -------------- | -------- |
| 39 | 25 septembre 2024 | 978-4-04-684004-2 | —              |          |
| Liste des chapitres : - Prologue : 新しい旅路 (Atarashii Tabiji) - Chapitre 1 : 門出 (Kadode) - Interlude : カチュア・オーレリー (Kachua Ōrerī) - Chapitre 2 : 砂風の再会 (Sunakaze no Saikai) - Chapitre 3 : 君はもうどこにもいない (Kimi wa Mō Doko ni mo Inai) - Chapitre 4 : 那由多の先の星明かり (Nayuta no Saki no Hoshiakari) - Chapitre 5 : 最も愛されたモノと最も愛されぬモノ (Mottomo Aisareta Mono to Mottomo Aisarenu Mono) |                   |                   |                |          |
| 40 | 24 mars 2025      | 978-4-04-684634-1 | —              |          |
| Liste des chapitres : - Prologue : 星を追う日々 (Hoshi o Ou Hibi) - Chapitre 1 : 最強 (Saikyō) - Chapitre 2 : 共犯者 (Kyōhansha) - Chapitre 3 : 百倍厄介 (Hyakubai Yakkai) - Chapitre 4 : バルガ・クロムウェル (Baruga Kuromuweru) - Chapitre 5 : 戦いの終わらせ方 (Tatakai no Owarasekata) - Chapitre 6 : 役者は揃った (Yakusha wa Sorotta)                                                                                            |                   |                   |                |          |
| 41 | 25 juin 2025      | 978-4-04-684890-1 | —              |          |
| Liste des chapitres : - Prologue : 魔女の夢語り (Majo no Yumegatari) - Chapitre 1 : 人類の天敵 (Jinrui no Tenteki) - Chapitre 2 : エミリアは激怒した (Emiria wa Gekido Shita) - Chapitre 3 : 幼子の言葉 (Osanago no Kotoba) - Chapitre 4 : 十割の仕事 (Jūwari no Shigoto) - Chapitre 5 : ペトラ・レイテという少女 (Petora Reite to Iu Shōjo) - Chapitre 6 : 引力 (Inryoku)                                                              |                   |                   |                |          |
| 42 | 25 septembre 2025 | 978-4-04-685184-0 | —              |          |

### Re:Zero Ex
| no | Japonais                              | Japonais          | Japonais          |
| no | Titre                                 | Date de sortie    | ISBN              |
| --- | ------------------------------------- | ----------------- | ----------------- |
| Ex 1 | Shishiō no Mita Yume (獅子王の見た夢) | 25 juin 2015      | 978-4-04-067685-2 |
| Liste des chapitres : - 夢の始まり (Yume no Hajimari) - フェリックス・アーガイルは男の娘である (Ferikkusu Āgairu wa Otokonoko de Aru) - カルステン公爵領の戦乙女 (Karusuten Kōshakuryō no Ikusaotome) - 獅子王の見た夢 (Shishiō no Mita Yume) |                                       |                   |                   |
| Ex 2 | Kenki Renka (剣鬼恋歌)                | 25 décembre 2015  | 978-4-04-068009-5 |
| Liste des chapitres : - 剣鬼恋歌ーー一幕 (Kenki Renka — Ichimaku) - 剣鬼恋歌ーー二幕 (Kenki Renka — Nimaku) - 剣鬼恋歌ーー三幕 (Kenki Renka — Sanmaku) - 剣鬼恋歌ーー四幕 (Kenki Renka — Yommaku) - 剣鬼恋歌ーー五幕 (Kenki Renka — Gomaku) - 剣鬼恋歌ーー六幕 (Kenki Renka — Rokumaku) - 剣鬼恋歌ーー七幕 (Kenki Renka — Nanamaku) - 剣鬼恋歌ーー幕聞 (Kenki Renka — Makumimi) - 剣鬼恋歌ーー終幕 (Kenki Renka — Shūmaku) |                                       |                   |                   |
| Ex 3 | Kenki Koitan (剣鬼恋譚)               | 25 juin 2018      | 978-4-04-069953-0 |
| Liste des chapitres : - 剣鬼恋譚ーーその後の二人 (Kenki Koitan — Sono Ato no Futari) - 剣鬼恋譚ーー婚礼の日 (Kenki Koitan — Konrei no Hi) - 剣鬼恋譚ーーピックタットの銀華乱舞 (Kenki Koitan — Pikkutatto no Ginka Ranbu) - 剣鬼恋譚ーー幕間の恋人たち (Kenki Koitan — Makuma no Koibito-tachi) |                                       |                   |                   |
| Ex 4 | Noriyuki (最優紀行)                   | 25 décembre 2019  | 978-4-04-064265-9 |
| Liste des chapitres : - 王選前日譚 流血の帝国外交 (Ōsen Zenjitsutan Ryūketsu no Teikoku Gaikō) - 王選前日譚 剣聖と雷光の銀華乱舞 (Ōsen Zenjitsutan Kensei to Raikō no Ginka Ranbu) |                                       |                   |                   |
| Ex 5 | Hiiro Himetan (緋色姫譚)              | 25 septembre 2021 | 978-4-04-680768-7 |
| Liste des chapitres : - 紅蓮の残影 (Guren no Zanei) - 赫炎の剣狼 (Kakuen no Kenrō) - 緋色の別離 (Hiiro no Betsuri) |                                       |                   |                   |
| Ex 6 | Kenki Senka (剣鬼戦歌)                | 25 décembre 2024  | 978-4-04-684340-1 |
| Liste des chapitres : - Prologue : 序幕／戦火 (Jomaku / Senka) - Chapitre 1 : 一幕／先果 (Ichimaku / Senka) - Chapitre 2 : 二幕／宣禍 (Nimaku / Senka) - Chapitre 3 : 三幕／潜花 (Sanmaku / Senka) - Chapitre 4 : 四幕／染霞 (Yommaku / Senka) - Chapitre 5 : 五幕／千火 (Gomaku / Senka) - Chapitre 6 : 六幕／閃華 (Rokumaku / Senka) - Chapitre 7 : 終幕／戦歌 (Shūmaku / Senka)                                         |                                       |                   |                   |

### Collections d'histoires courtes
| no | Japonais          | Japonais          |
| no | Date de sortie    | ISBN              |
| -- | ----------------- | ----------------- |
| 1  | 25 décembre 2014  | 978-4-04-067197-0 |
| 2  | 24 juin 2016      | 978-4-04-068414-7 |
| 3  | 25 décembre 2017  | 978-4-04-069609-6 |
| 4  | 27 mars 2019      | 978-4-04-065629-8 |
| 5  | 25 septembre 2019 | 978-4-04-064126-3 |
| 6  | 20 juillet 2020   | 978-4-04-064585-8 |
| 7  | 24 juin 2022      | 978-4-04-681478-4 |
| 8  | 23 décembre 2022  | 978-4-04-682042-6 |
| 9  | 25 septembre 2023 | 978-4-04-682862-0 |
| 10 | 25 mars 2024      | 978-4-04-683471-3 |
| 11 | 25 octobre 2024   | 978-4-04-684160-5 |
| 12 | 25 avril 2025     | 978-4-04-684719-5 |

## Manga

### Premier arc —Une journée à la capitale
Une première adaptation en manga par Daichi Matsue, intitulée Zero - Re_Life in a different world from zero - Premier arc _ Une journée à la capitale (Re：ゼロから始める異世界生活 第一章 王都の一日編, Zero Kara Hajimeru Isekai Seikatsu Dai-Ichi-Shō_ Ōto no Ichinichi-hen), est sérialisée en août 2014 à la suite de sa publication dans le magazine Monthly Comic Alive de Media Factory le 27 juin 2014, et couvre les événements du tome 1 du light novel.
La version française est publiée par Ototo à partir du 21 avril 2017.
| no | Japonais        | Japonais          | Français       | Français          |
| no | Date de sortie  | ISBN              | Date de sortie | ISBN              |
| --- | --------------- | ----------------- | -------------- | ----------------- |
| 1 | 23 octobre 2014 | 978-4-04-066875-8 | 21 avril 2017  | 978-2-37717-006-7 |
| Liste des chapitres : - Chapitre 1 : « Ne t'y crois pas trop », dixit Dieu (調子に乗るな、と神は言った, Chōshi ni Noru na, to Kami wa Itta) - Chapitre 2 : Acquittement pour une sieste sur les genoux (膝枕の恩返し, Hizamakura no Ongaeshi)) - Chapitre 3 : La fin du commencement (始まりの終わり, Hajimari no Owari)) - Chapitre 4 : Le goût amer de l'alcool (苦い酒の味, Nigai Sake no Aji)) - Chapitre 5 : Une résistance tardive (遅すぎる抗い, Oso Sugiru Aragai)) |                 |                   |                |                   |
| 2 | 23 mars 2015    | 978-4-04-067280-9 | 19 mai 2017    | 978-2-37717-007-4 |
| Liste des chapitres : - Chapitre 6 : La fin et le commencement (終わりと始まり, Owari to Hajimari)) - Chapitre 7 : L'homme surnommé Maître épéiste (その男、剣聖につき, Sono Otoko, Kensei ni Tsuki)) - Chapitre 8 : Négociations dans les bas quartiers (貧民街の交渉, Hinmingai no Kōshō)) - Chapitre 9 : Bataille chez le receleur (盗品蔵の攻防, Touhingura no Kōbō)) - Chapitre 10 : La puissance du Maître épéiste (剣聖の威力, Kensei no Iryoku)) - Chapitre 11 : Revivre dans un autre monde à partir de zéro (ゼロから始める異世界生活, Zero kara Hajimeru Isekai Seikatsu)) |                 |                   |                |                   |

### Deuxième arc —Une semaine au manoir
Un second manga, nommé Zero - Re_Life in a different world from zero - Deuxième arc _ Une semaine au manoir (Re：ゼロから始める異世界生活 第二章 屋敷の一週間編, Zero Kara Hajimeru Isekai Seikatsu Dai-Ni-Shō_ Yashiki no Ishūkan-hen), dessiné par Makoto Fugetsu, est sérialisé après une publication dans le Monthly Big Gangan de Square Enix le 25 octobre 2014,, et couvre les événements des tomes 2 et 3 du light novel.
La version française est publiée par Ototo à partir du 7 juillet 2017.
| no | Japonais         | Japonais          | Français        | Français          |
| no | Date de sortie   | ISBN              | Date de sortie  | ISBN              |
| --- | ---------------- | ----------------- | --------------- | ----------------- |
| 1 | 23 mars 2015     | 978-4-7575-4591-5 | 7 juillet 2017  | 978-2-37717-035-7 |
| Liste des chapitres : - Chapitre 0 : Une invocation dans un autre monde (いわゆるひとつの異世界召喚もの, Iwayuru Hitotsu no Isekai Shoukan Mono)) - Chapitre 1 : Le surlendemain (続きの明日, Tsuzuki no Asu)) - Chapitre 2 : Une dette impossible à payer (返せない恩義, Kaesenai Ongi)) - Chapitre 3 : Une vie de labeur qui commence de zéro (ゼロから始める勤労生活, Zero kara Hajimeru Kinrou Seikatsu)) - Chapitre 4 : Le lointain matin de la promesse (約束した朝は遠く, Yakusoku Shita Asa ha Tōku)) - Histoire courte : La fabuleuse vie de domestique de Subaru Natsuki (ナツキ・スバルの華麗なる家令生活, Natsuki Subaru no Kareinaru karei Seikatsu))                                                                                  |                  |                   |                 |                   |
| 2 | 22 décembre 2015 | 978-4-7575-4747-6 | 6 octobre 2017  | 978-2-37717-063-0 |
| Liste des chapitres : - Chapitre 5 : Les quatre jours perdus (失われた四日間, Ushinawareta Yokkakan)) - Chapitre 6 : Première semaine bis (二度目の一週間, Nidome no Isshūkan)) - Chapitre 7 : Le cliquetis de la chaîne (鎖の音, Kusari no Oto)) - Chapitre 8 : Cache-cache au crépuscule (逢魔時の鬼ごっこ, Oomagatoki no Onigokko)) - Chapitre 9 : La « main » (手, Te)) - Histoire courte : Réunion entre filles au manoir de Roswaal (Dans le bain) (ロズワール邸女子会 (お風呂場編), Rozuwāru tei Joshikai (Ofuro Ba-hen))) |                  |                   |                 |                   |
| 3 | 22 juin 2016     | 978-4-7575-5025-4 | 19 janvier 2018 | 978-2-37717-082-1 |
| Liste des chapitres : - Chapitre 10 : Le matin tant espéré (待ち望んだ朝, Machinozonda Asa)) - Chapitre 11 : Un cauchemar heureux (幸せな悪夢, Shiawasena Akumu)) - Chapitre 12 : Retour à la case départ pour Subaru Natsuki (ナツキ・スバルのリスタート, Natsuki Subaru no Risutāto)) - Chapitre 13 : Après avoir pleuré sans répit et s'être calmé (泣いて泣き喚いて泣き止んだから, Naite Nakiwameite Nakiyanda kara)) - Chapitre 14 : Troisième visite au village d'Alam (三度目のア―ラム村, Sandome no Āramu-Mura)) - Chapitre 15 : Le sens du courage (勇気の意味, Yūki no Imi)) - Histoire courte : Réunion entre filles au manoir de Roswaal (Dans la garde-robe) (ロズワール邸女子会 (衣裳部屋編), Rozuwāru tei Joshikai (Ishō Heya-hen))) |                  |                   |                 |                   |
| 4 | 22 mars 2017     | 978-4-7575-5256-2 | 16 mars 2018    | 978-2-37717-095-1 |
| Liste des chapitres : - Chapitre 16 : Bêtes démoniaques (魔獣, Majuu)) - Chapitre 17 : Une méthode ogrisée 1 (鬼がかったやり方 1, Onigakatta Yarikata 1)) - Chapitre 18 : Une méthode ogrisée 2 (鬼がかったやり方 2, Onigakatta Yarikata 2)) - Chapitre 19 : Rem (レム, Remu)) - Chapitre final : Parlons d'avenir (未来の話, Mirai no Hanashi)) - Chapitre spécial : Réunion entre filles au manoir de Roswaal (Dans le bain) (ロズワール邸女子会 (お風呂場編), Rozuwāru tei Joshikai (Ofuro Ba-hen))) - Histoire spéciale : Premier incident de la mayonnaise (第一次マヨネーズ騒動, Daiichiji Mayonēzu Sōdō)) |                  |                   |                 |                   |
| 5 | 21 décembre 2017 | 978-4-7575-5567-9 | 18 mai 2018     | 978-2-37717-116-3 |
| Liste des chapitres : - EX01 : Le monde vu par Pétra (――ペトラの見た世界, Petora no Mita Sekai)) - EX02 : Le quotidien parfaitement banal et heureux de Rem (レムの極々平凡で幸せな一日, Remu no Gokugoku Heibon de Shiawase na Ichinichi)) - EX03 : My Fair Bad Lady (マイ・フェア・バッドレディ, Mai Fea Baddo Reddi)) - EX04 : Le faux magicien de la cour (partie 1) (偽りの宮廷魔導師 前編, Itsuwari no Kyūtei Madōshi Zenpen)) - EX05 : Le faux magicien de la cour (partie 2) (偽りの宮廷魔導師 後編, Itsuwari no Kyūtei Madōshi Kōhen)) |                  |                   |                 |                   |

### Troisième arc —Truth of Zero
Un troisième manga, intitulé Re:Zero - Re:Life in a different world from zero - Troisième arc : Truth of Zero (Re：ゼロから始める異世界生活　第三章　Truth　of　Zero, Zero Kara Hajimeru Isekai Seikatsu Dai-San-Shō_ Truth of Zero), dessiné par Daichi Matsue, est sérialisé après une publication dans le Monthly Comic Alive de Kadokawa le 27 mai 2015, et couvre les événements des tomes 4 à 9 du light novel.
La version française est publiée par Ototo à partir du 6 juillet 2018.
| no | Japonais         | Japonais          | Français          | Français          |
| no | Date de sortie   | ISBN              | Date de sortie    | ISBN              |
| --- | ---------------- | ----------------- | ----------------- | ----------------- |
| 1 | 22 décembre 2015 | 978-4-04-067828-3 | 6 juillet 2018    | 978-2-37717-127-9 |
| Liste des chapitres : - Chapitre 1 : Un matin calme (穏やかな早朝, Odayakana Sōchō)) - Chapitre 2 : La fille orange (橙色の少女, Daidaiiro no Shōjo)) - Chapitre 3 : Compatriotes (同郷, Dōkyōu)) - Chapitre 4 : Le début de la sélection (王選の始まり, Ōsen no Hajimari)) - Chapitre 5 : Discours politique (所信表明, Shoshin Hyōmei)) |                  |                   |                   |                   |
| 2 | 23 mars 2016     | 978-4-04-068220-4 | 21 septembre 2018 | 978-2-37717-147-7 |
| Liste des chapitres : - Chapitre 6 : Le souhait de la sorcière argentée (銀色の魔女の願い, Giniro no Majo no Negai)) - Chapitre 7 : Le chevalier autoproclamé, Subaru Natsuki (自称騎士ナツキ・スバル, Jishou Kishi Natsuki Subaru)) - Chapitre 8 : Le chevalier autoproclamé contre le chevalier (自称騎士と騎士, Jishou Kishi to Kishi)) - Chapitre 9 : Seul (ひとり, Hitori)) - Chapitre 10 : Un esprit en putréfaction (腐敗する精神, Fuhai suru Seishin)) |                  |                   |                   |                   |
| 3 | 23 juillet 2016  | 978-4-04-068279-2 | 22 février 2019   | 978-2-37717-175-0 |
| Liste des chapitres : - Chapitre 11 : Une situation changeante (動き出す事態, Ugokidasu Jitai)) - Chapitre 12 : La maladie appelée désespoir (絶望という病, Zetsubō toiu Yamai)) - Chapitre 13 : Au bord de la folie (狂気の外側, Kyouki no Sotogawa)) - Chapitre 14 : Paresse (怠惰, Taida)) |                  |                   |                   |                   |
| 4 | 23 décembre 2016 | 978-4-04-068815-2 | 22 mars 2019      | 978-2-37717-204-7 |
| Liste des chapitres : - Chapitre 15 : Retour à la réalité (現実への回帰, Genjitsu he ni Kaiki)) - Chapitre 16 : Un marchandage puéril (幼い交渉, Osanai Kōshō)) - Chapitre 17 : Rencontre (遭遇, Sōgū)) - Chapitre 18 : Au bout de la honte (醜態の果てに, Shūtai no Hate ni)) |                  |                   |                   |                   |
| 5 | 23 mars 2017     | 978-4-04-069166-4 | 31 mai 2019       | 978-2-37717-219-1 |
| Liste des chapitres : - Chapitre 19 : Bouche cousue (言葉にはさせない, Kotoba ni ha Sasenai)) - Chapitre 20 : La Bête de la Fin (終焉の獣, Shūen no Kemono)) - Chapitre 21 : Supplication (懇願, Kongan)) - Chapitre 22 : De zéro (ゼロから, Zero kara)) |                  |                   |                   |                   |
| 6 | 23 août 2017     | 978-4-04-069372-9 | 30 août 2019      | 978-2-37717-231-3 |
| Liste des chapitres : - Chapitre 23 : Les cartes en main (配られたカード, Kubarareta Kādo)) - Chapitre 24 : Avant-poste (前哨, Zenshō)) - Chapitre 25 : Début des hostilités (決戦の火蓋, Kessen no Hibuta)) - Chapitre 26 : Chasse à la baleine blanche (白鯨攻略戦, Hakugei Kōryaku-sen)) - Chapitre 27 : Le brouillard de l'effacement (霧の脅威, Kiri no Kyōi)) |                  |                   |                   |                   |
| 7 | 23 janvier 2018  | 978-4-04-069629-4 | 27 septembre 2019 | 978-2-37717-240-5 |
| Liste des chapitres : - Chapitre 28 : Un pari contre le désespoir (絶望に抗う賭け, Zetsubō ni Aragau Kake)) - Chapitre 29 : La vérité révélée (暴かれる正体, Abakareru Shōtai)) - Chapitre 30 : La chute de Moby Dick (墜ちる巨獣, Ochiru Kyojū)) - Chapitre 31 : Wilhelm van Astrea (ヴィルヘルム・ヴァン・アストレア, Viruherumu van Asutorea)) - Chapitre 32 : La route vers le domaine Mathers (メイザース領への道, Meizāsu Ryō e no Michi)) |                  |                   |                   |                   |
| 8 | 23 juin 2018     | 978-4-04-069913-4 | 15 novembre 2019  | 978-2-37717-260-3 |
| Liste des chapitres : - Chapitre 33 : Les comptes du passé et du futur (過去と未来の清算, Kako to Mirai no Seisan)) - Chapitre 34 : Éclair de paresse (怠惰一閃, Taida Issen)) - Chapitre 35 : Les détails de la chasse aux fanatiques (魔女教狩りの顛末, Majokyō Kari no Tenmatsu)) - Chapitre 36 : Battez-vous… (戦え――, Tatakae)) - Chapitre 37 : Le chevalier des esprits (精霊騎士, Seirei Kishi)) - Histoire courte : La veille du combat en ton honneur (君想う決戦前夜, Kimi Omou Kessen Zen'ya))                                                                      |                  |                   |                   |                   |
| 9 | 21 novembre 2018 | 978-4-04-065248-1 | 31 janvier 2020   | 978-2-37717-268-9 |
| Liste des chapitres : - Chapitre 38 : Diabolique Paresse (悪辣なる怠惰, Akuratsu Naru Taida)) - Chapitre 39 : L'exécution du contrat (契約の履行, Keiyaku no Rikō)) - Chapitre 40 : Retrouvailles X Report X Retournement de situation (再会 x 先送り x 逆転の目, Saikai x Sakiokuri x Gyakuten no Me)) - Chapitre 41 : Une bonne parole chaleureuse (温もりという福音, Nukumori Toiu Fukuin)) - Chapitre 42 : Le fou et le marionnettiste (狂人と狂言回し, Kyōjin to Kyōgenmawashi))                                                                                          |                  |                   |                   |                   |
| 10 | 22 juin 2019     | 978-4-04-065709-7 | 29 mai 2020       | 978-2-37717-291-7 |
| Liste des chapitres : - Chapitre 43 : Le chevalier autoproclamé et le chevalier modèle (自称騎士と最優の騎士, Jishō Kishi to Saiyū no Kishi)) - Chapitre 44 : Vision partagée (同調する視覚, Dōchō Suru Shikaku)) - Chapitre 45 : La fin de la Paresse (怠惰の終焉, Taida no Shūen)) - Chapitre 46 : Poursuite (追跡, Tsuiseki)) - Chapitre 47 : L'Évangile de l'amour (愛という福音, Ai to iu Fukuin)) - Chapitre 48 : Une raison de vivre ici (ここに生きる意味, Koko ni Ikiru Imi)) - Chapitre 49 : Une simple histoire (ただそれだけの物語, Tada Sore Dake no Monogatari)) |                  |                   |                   |                   |
| 11 | 21 février 2020  | 978-4-04-064380-9 | 25 septembre 2020 | 978-2-37717-343-3 |
| Liste des chapitres : - Chapitre 50 : Un moment de répit dans une voiture draconique (竜車での一幕, Ryūsha de no Hitomaku)) - Chapitre 51 : Fragment : Rem Natsuki (断章 ナツキ・レム, Danshō Natsuki Remu)) - Chapitre 52 : Bon appétit (イタダキマス, Itadakimasu)) - Dernier chapitre : Les serments de chacun (それぞれ、誓い, Sorezore, Chikai)) - Chapitre spécial : La veille de la bataille, tu occupes mes pensées (君想う決戦前夜, Kimi Omou Kessen Zen'ya)) |                  |                   |                   |                   |

### Quatrième arc —Le Sanctuaire et la Sorcière de l'Avarice
Un quatrième manga, intitulé Le Sanctuaire et la Sorcière de l'Avarice (Re：ゼロから始める異世界生活　第四章 聖域と強欲の魔女, Zero Kara Hajimeru Isekai Seikatsu Dai-Yon-Shō_ Seiiki to Gōyoku no Majo), dessiné par Haruno Atori et composé par Yu Aikawa, est sérialisé après une publication dans le Monthly Comic Alive de Kadokawa le 27 septembre 2019 et couvre les événements à partir du tome 10 du light novel.
La version française est publiée par Ototo depuis le 24 septembre 2021.
| no | Japonais         | Japonais          | Français          | Français          |
| no | Date de sortie   | ISBN              | Date de sortie    | ISBN              |
| --- | ---------------- | ----------------- | ----------------- | ----------------- |
| 1 | 21 février 2020  | 978-4-04-064376-2 | 24 septembre 2021 | 978-2-37717-370-9 |
| Liste des chapitres : - Chapitre 1 : 帰り着いた場所で (Kaeritsuita Basho de) - Chapitre 2 : 再会とすれ違い (Saikai to Surechigai) - Chapitre 3 : 知識欲の権化 (Chishikiyoku no Gonge) - Chapitre 4 : 待ちかねた再会 (Machikaneta Saikai) |                  |                   |                   |                   |
| 2 | 23 juin 2020     | 978-4-04-064743-2 | 28 janvier 2022   | 978-2-37717-444-7 |
| Liste des chapitres : - Chapitre 5 : 資格と試練 (Shikaku to Shiren) - Chapitre 6 : 菜月家の朝 (Natsuki-ke no Asa) - Chapitre 7 : 長いお別れ (Nagai Owakare) - Chapitre 8 : 試験結果 (Shikenkekka) |                  |                   |                   |                   |
| 3 | 23 décembre 2020 | 978-4-04-680034-3 | 27 mai 2022       | 978-2-37717-460-7 |
| Liste des chapitres : - Chapitre 9 : 質疑応答 (Shitsugi Ōtō) - Chapitre 10 : 新たなループ (Aratana Rūpu) - Chapitre 11 : 試練の代行 (Shiren no Daikō) - Chapitre 12 : 先んじた一手 (Sakinjita Itte) - Chapitre 13 : 真意と誓約 (Shini to Seiyaku) |                  |                   |                   |                   |
| 4 | 23 juin 2021     | 978-4-04-680471-6 | 28 avril 2023     | 978-2-37717-475-1 |
| Liste des chapitres : - Chapitre 14 : 狂気の帰還 (Kyōki no Kikan) - Chapitre 15 : 結び目録 (Musubi Mokuroku) - Chapitre 16 : 少女の福音 (Shōjo no Fukuin) - Chapitre 17 : 結界の条件 (Kekkai no Jōken) - Chapitre 18 : ユージン (Yūjin) |                  |                   |                   |                   |
| 5 | 23 décembre 2021 | 978-4-04-680948-3 | 7 juillet 2023    | 978-2-37717-517-8 |
| Liste des chapitres : - Chapitre 19 : 前編協力者 (Zenpen Kyōryoku-sha) - Chapitre 19.5 : 後編抱えた疑念 (Kōhen Kakaeta Ginen) - Chapitre 20 : 虎 (Tora) - Chapitre 21 : 禁忌 (Kinki) - Chapitre 22 : 暴食の魔女 (Bōshoku no Majo) - Chapitre 23 : 魔獣の創造主 (Majū no Sōzōnushi) |                  |                   |                   |                   |
| 6 | 22 juin 2022     | 978-4-04-681434-0 | 17 novembre 2023  | 978-2-37717-550-5 |
| Liste des chapitres : - Chapitre 24 : らぶらぶらぶらぶらぶらぶゆー (Rabu Rabu Rabu Rabu Rabu Rabu Yu) - Chapitre 25 : 些細な変化 (Sasaina Henka) - Chapitre 26 : クリスタルの少女 (Kurisutaru no Shōjo) - Chapitre 27 : 強欲の使徒 (Gōyoku no Shito) - Chapitre 28 : 地獄なら知っている (Jigoku nara Shitte iru) - Chapitre 29 : 終わりの終わりのお話 (Owari no Owari no Ohanashi)                                                                                              |                  |                   |                   |                   |
| 7 | 23 janvier 2023  | 978-4-04-682062-4 | 10 mai 2024       | 978-2-37717-575-8 |
| Liste des chapitres : - Chapitre 30 : ロズワール邸の惨劇 (Rozuwāru Tei no Sangeki) - Chapitre 31 : 雪の中の熱情 (Yuki no Naka no Netsujō) - Chapitre 32 : 赤い雪景色 (Akai Yukigeshiki) - Chapitre 33 : 地獄のその先 (Jigoku no Sono-saki) - Chapitre 34 : えんでぃんぐりすと (Endingu Risuto) - Chapitre 35 : 弱さの在処 (Yowasa no Arika) |                  |                   |                   |                   |
| 8 | 22 août 2023     | 978-4-04-682689-3 | 12 juillet 2024   | 978-2-37717-603-8 |
| Liste des chapitres : - Chapitre 36 : 魔女の企みと提案 (Majo no Takurami to Teian) - Chapitre 37 : その人 (Sono Hito) - Chapitre 38 : ≠サテラ (≠ Satera) - Chapitre 39 : 夢の終わり (Yume no Owari) - Chapitre 40 : 残された選択肢 (Nokosa Reta Sentakushi) - Chapitre 41 : 私の欲望 (Watashi no Yokubō) |                  |                   |                   |                   |
| 9 | 23 mars 2024     | 978-4-04-683388-4 | 24 octobre 2025   | 978-2-37717-651-9 |
| Liste des chapitres : - Chapitre 42 : 悪巧み (Warudakumi) - Chapitre 42.5 : シーマ (Shīma) - Chapitre 43 : おいてけぼり (Oitekebori) - Chapitre 44 : 行商人の罠 (Gyōshōnin no Wana) - Chapitre 45 : オットー・スーウェン (Ottō Sūen) - Chapitre 46 : タイミングのいいだけの男 (Taimingu no ī Dake no Otoko) - Chapitre 47 : 信じる理由 (Shinjiru Riyū) |                  |                   |                   |                   |
| 10 | 22 octobre 2024  | 978-4-04-684285-5 | 23 janvier 2026   | 978-2-37-717668-7 |
| Liste des chapitres : - Chapitre 48 : ガーフィールの結界 (Gāfīru no Kekkai) - Chapitre 49 : クウェインの石は一人じゃ上がらない (Kuein no Ishi wa Hitori ja Agaranai) - Chapitre 50 : 祖母と、母と、姉と、孫で、息子で、弟で (Sobo to, Haha to, Ane to, Mago de, Musuko de, Otōto de) - Chapitre 51 : らぶれたー (Rabu Reta) - Chapitre 52 : 平家星の笑った日 (Heikeboshi no Waratta hi) - Chapitre 53 : 聖域の始まりと、崩壊の始まり (Seiiki no Hajimari to, Hōkai no Hajimari) |                  |                   |                   |                   |
| 11 | 23 avril 2025    | 978-4-04-684845-1 |                   |                   |
| Liste des chapitres : - Chapitre 54 : 私の生きた意味 (Watashi no Ikita imi) - Chapitre 55 : 憂鬱の魔人 (Yūutsu no Majin) - Chapitre 56 : さようならベティー (Sayōnara Betī) - Chapitre 57 : レグルス・コル二アス (Regurusu Koruniasu) - Chapitre 58 : 愛のため血を吐く (Ai no Tame Chiwohaku) - Chapitre 59 : 今も、過去も、変わらぬ愛 (Ima mo, Kako mo, Kawaranu ai) |                  |                   |                   |                   |
| 12 | 23 octobre 2025  | 978-4-04-685268-7 |                   |                   |
| - |                  |                   |                   |                   |
| Liste des chapitres : - Chapitre 60 : エリオール大森林の永久凍土 1 (Eriōru Dai Shinrin no Towa Tōdo 1) - Chapitre 61 : エリオール大森林の永久凍土 2 (Eriōru Dai Shinrin no Towa Tōdo 2) - Chapitre 62 : エリオール大森林の永久凍土 3 (Eriōru Dai Shinrin no Towa Tōdo 3) |                  |                   |                   |                   |

### Annexe—La Ballade amoureuse de la Lame démoniaque
Une adaptation manga du tome 2 des histoires annexes, intitulée Re:Zero Chronicles : La Ballade amoureuse de la Lame démoniaque (剣鬼恋歌　Ｒｅ：ゼロから始める異世界生活†真銘譚, Kenki renka Re:Zero Kara Hajimeru Isekai Seikatsu † Shinmeitan), dessinée par Tsubata Nozaki, est sérialisée après une publication dans le Monthly Comic Alive de Kadokawa le 27 novembre 2018.
La version française est publiée par Ototo à partir du 29 janvier 2021.
| no | Japonais          | Japonais          | Français        | Français          |
| no | Date de sortie    | ISBN              | Date de sortie  | ISBN              |
| -- | ----------------- | ----------------- | --------------- | ----------------- |
| 1  | 22 juin 2019      | 978-4-04-065762-2 | 29 janvier 2021 | 978-2-37717-371-6 |
| 2  | 21 février 2020   | 978-4-04-064364-9 | 27 mai 2022     | 978-2-37717-404-1 |
| 3  | 23 septembre 2020 | 978-4-04-064834-7 | 26 août 2022    | 978-2-37717-453-9 |
| 4  | 21 juillet 2021   | 978-4-04-680467-9 | 28 octobre 2022 | 978-2-37717-493-5 |

### Anthologie
| no | Japonais          | Japonais          |
| no | Date de sortie    | ISBN              |
| -- | ----------------- | ----------------- |
| 1  | 23 juin 2016      | 978-4-04-068506-9 |
| 2  | 23 septembre 2017 | 978-4-04-069438-2 |
| 3  | 23 mars 2018      | 978-4-04-069751-2 |

### Recueil
Un recueil intitulé Re:Zero kara Hajimeru Isekai Seikatsu Re:zeropedia (Re:ゼロから始める異世界生活　Re:zeropedia) est publié par Media Factory le 25 octobre 2016. Il s'agit d'un guide couvrant les 3 premières parties de la série, comportant entre autres des informations sur les différents personnages et quelques histoires courtes.
| no           | Japonais        | Japonais          |
| no           | Date de sortie  | ISBN              |
| ------------ | --------------- | ----------------- |
| Re:zeropedia | 25 octobre 2016 | 978-4-04-068741-4 |

### Recueil d'illustrations
Un recueil d'illustrations, nommé Re:Zero kara Hajimeru Isekai Seikatsu Otsuka Shinichirou Art Works Re:BOX (Ｒｅ：ゼロから始める異世界生活　大塚真一郎 Art Works Re：BOX), est publié par Kadokawa Shoten le 23 septembre 2017. Celui-ci comprend de nombreuses illustrations des principaux personnages de la série et en bonus, des histoires courtes inédites.
Un second recueil d'illustrations, nommé Re:Zero kara Hajimeru Isekai Seikatsu Animation Illust Works -Re:START- (Ｒｅ：ゼロから始める異世界生活 Animation Illust Works -Re:START-), est publié le 1er avril 2019. Il contient un large éventail d'illustrations dessinées pour l'anime.
| no       | Japonais          | Japonais          |
| no       | Date de sortie    | ISBN              |
| -------- | ----------------- | ----------------- |
| Re:BOX   | 23 septembre 2016 | 978-4-04-069289-0 |
| Re:START | 1er avril 2019    | 978-4-04-065664-9 |

#### Œuvres

##### Édition japonaise
Light novel
Histoire principale (depuis (ja) Kadokawa)
1. 1 2  (ja) « Ｒｅ:ゼロから始める異世界生活1 » (consulté le 18 mai 2019)
2. 1 2  (ja) « Ｒｅ：ゼロから始める異世界生活2 » (consulté le 18 mai 2019)
3. 1 2  (ja) « Ｒｅ：ゼロから始める異世界生活3 » (consulté le 18 mai 2019)
4. 1 2  (ja) « Ｒｅ：ゼロから始める異世界生活4 » (consulté le 18 mai 2019)
5. 1 2  (ja) « Ｒｅ：ゼロから始める異世界生活5 » (consulté le 18 mai 2019)
6. 1 2  (ja) « Ｒｅ：ゼロから始める異世界生活６ » (consulté le 18 mai 2019)
7. 1 2  (ja) « Ｒｅ：ゼロから始める異世界生活７ » (consulté le 18 mai 2019)
8. 1 2  (ja) « Ｒｅ：ゼロから始める異世界生活８ » (consulté le 18 mai 2019)
9. 1 2  (ja) « Ｒｅ：ゼロから始める異世界生活9 » (consulté le 18 mai 2019)
10. 1 2  (ja) « Ｒｅ：ゼロから始める異世界生活10 » (consulté le 18 mai 2019)
11. 1 2  (ja) « Ｒｅ：ゼロから始める異世界生活11 » (consulté le 18 mai 2019)
12. 1 2  (ja) « Ｒｅ：ゼロから始める異世界生活12 » (consulté le 18 mai 2019)
13. 1 2  (ja) « Ｒｅ：ゼロから始める異世界生活13 » (consulté le 18 mai 2019)
14. 1 2  (ja) « Ｒｅ：ゼロから始める異世界生活14 » (consulté le 18 mai 2019)
15. 1 2  (ja) « Ｒｅ：ゼロから始める異世界生活15 » (consulté le 18 mai 2019)
16. 1 2  (ja) « Ｒｅ：ゼロから始める異世界生活16 » (consulté le 18 mai 2019)
17. 1 2  (ja) « Ｒｅ：ゼロから始める異世界生活17 » (consulté le 18 mai 2019)
18. 1 2  (ja) « Ｒｅ：ゼロから始める異世界生活18 » (consulté le 18 mai 2019)
19. 1 2  (ja) « Ｒｅ：ゼロから始める異世界生活19 » (consulté le 18 mai 2019)
20. 1 2  (ja) « Ｒｅ：ゼロから始める異世界生活20 » (consulté le 18 mai 2019)
21. 1 2  (ja) « Ｒｅ：ゼロから始める異世界生活21 » (consulté le 4 août 2019)
22. 1 2  (ja) « Ｒｅ：ゼロから始める異世界生活22 » (consulté le 2 septembre 2019)
23. 1 2  (ja) « Ｒｅ：ゼロから始める異世界生活23 » (consulté le 1er mai 2020)
24. 1 2  (ja) « Ｒｅ：ゼロから始める異世界生活24 » (consulté le 19 août 2020)
25. 1 2  (ja) « Ｒｅ：ゼロから始める異世界生活25 » (consulté le 8 novembre 2020)
26. 1 2  (ja) « Ｒｅ：ゼロから始める異世界生活26 » (consulté le 1er février 2021)
27. 1 2  (ja) « Ｒｅ：ゼロから始める異世界生活27 » (consulté le 2 mai 2021)
28. 1 2  (ja) « Ｒｅ：ゼロから始める異世界生活28 » (consulté le 16 décembre 2021)
29. 1 2  (ja) « Ｒｅ：ゼロから始める異世界生活29 » (consulté le 10 mars 2022)
30. 1 2  (ja) « Ｒｅ：ゼロから始める異世界生活30 » (consulté le 27 mai 2022)
31. 1 2  (ja) « Ｒｅ：ゼロから始める異世界生活31 » (consulté le 30 octobre 2022)
32. 1 2  (ja) « Ｒｅ：ゼロから始める異世界生活32 » (consulté le 7 décembre 2022)
33. 1 2  (ja) « Ｒｅ：ゼロから始める異世界生活33 » (consulté le 31 janvier 2023)
34. 1 2  (ja) « Ｒｅ：ゼロから始める異世界生活34 » (consulté le 2 mai 2023)
35. 1 2  (ja) « Ｒｅ：ゼロから始める異世界生活35 » (consulté le 11 septembre 2023)
36. 1 2  (ja) « Ｒｅ：ゼロから始める異世界生活36 » (consulté le 3 novembre 2023)
37. 1 2  (ja) « Ｒｅ：ゼロから始める異世界生活37 » (consulté le 31 janvier 2024)
38. 1 2  (ja) « Ｒｅ：ゼロから始める異世界生活38 » (consulté le 1er mai 2024)
39. 1 2  (ja) « Ｒｅ：ゼロから始める異世界生活39 » (consulté le 10 août 2024)
40. 1 2  (ja) « Ｒｅ：ゼロから始める異世界生活40 » (consulté le 11 février 2025)
41. 1 2  (ja) « Ｒｅ：ゼロから始める異世界生活41 » (consulté le 18 mai 2025)
42. 1 2  (ja) « Ｒｅ：ゼロから始める異世界生活42 » (consulté le 4 août 2025)

Histoires annexes (depuis (ja) Kadokawa)
1. 1 2  (ja) « Re:ゼロから始める異世界生活Ex　獅子王の見た夢 » (consulté le 18 mai 2019)
2. 1 2  (ja) « Ｒｅ：ゼロから始める異世界生活Ex2　剣鬼恋歌 » (consulté le 18 mai 2019)
3. 1 2  (ja) « Ｒｅ：ゼロから始める異世界生活Ex3　剣鬼恋歌 » (consulté le 18 mai 2019)
4. 1 2  (ja) « Ｒｅ：ゼロから始める異世界生活Ex4　剣鬼恋歌 » (consulté le 1er novembre 2019)
5. 1 2  (ja) « Ｒｅ：ゼロから始める異世界生活Ex5 緋色姫譚 » (consulté le 3 octobre 2021)
6. 1 2  (ja) « Ｒｅ：ゼロから始める異世界生活Ex6 剣鬼戦歌 » (consulté le 5 novembre 2024)

Collections d'histoires courtes (depuis (ja) Kadokawa)
1. 1 2  (ja) « Ｒｅ：ゼロから始める異世界生活 短編集１ » (consulté le 18 mai 2019)
2. 1 2  (ja) « Ｒｅ：ゼロから始める異世界生活 短編集2 » (consulté le 18 mai 2019)
3. 1 2  (ja) « Ｒｅ：ゼロから始める異世界生活 短編集3 » (consulté le 18 mai 2019)
4. 1 2  (ja) « Ｒｅ：ゼロから始める異世界生活 短編集4 » (consulté le 18 mai 2019)
5. 1 2  (ja) « Ｒｅ：ゼロから始める異世界生活 短編集5 » (consulté le 4 août 2019)
6. 1 2  (ja) « Ｒｅ：ゼロから始める異世界生活 短編集6 » (consulté le 17 mars 2020)
7. 1 2  (ja) « Ｒｅ：ゼロから始める異世界生活 短編集7 » (consulté le 27 mai 2020)
8. 1 2  (ja) « Ｒｅ：ゼロから始める異世界生活 短編集8 » (consulté le 7 décembre 2022)
9. 1 2  (ja) « Ｒｅ：ゼロから始める異世界生活 短編集9 » (consulté le 11 septembre 2023)
10. 1 2  (ja) « Ｒｅ：ゼロから始める異世界生活 短編集10 » (consulté le 31 janvier 2024)
11. 1 2  (ja) « Ｒｅ：ゼロから始める異世界生活 短編集11 » (consulté le 3 septembre 2024)
12. 1 2  (ja) « Ｒｅ：ゼロから始める異世界生活 短編集12 » (consulté le 4 mars 2025)

Manga
Premier arc (depuis (ja) Kadokawa)
1. 1 2  (ja) « Re:ZERO: -Starting Life in Another World- Chapter 1: Day at the King's Capital Edition 1 » (consulté le 18 mai 2019)
2. 1 2  (ja) « Re:ZERO: -Starting Life in Another World- Chapter 1: Day at the King's Capital Edition 2 » (consulté le 18 mai 2019)

Deuxième arc (depuis (ja) Square Enix)
1. 1 2  (ja) « Re:ZERO: -Starting Life in Another World- Chapter 2: Week at a Mansion Edition Volume 1 » (consulté le 23 mai 2016)
2. 1 2  (ja) « Re:ZERO: -Starting Life in Another World- Chapter 2: Week at a Mansion Edition Volume 2 » (consulté le 23 mai 2016)
3. 1 2  (ja) « Re:ZERO: -Starting Life in Another World- Chapter 2: Week at a Mansion Edition Volume 3 » (consulté le 22 juin 2016)
4. 1 2  (ja) « Re:ZERO: -Starting Life in Another World- Chapter 2: Week at a Mansion Edition Volume 4 » (consulté le 19 juin 2017)
5. 1 2  (ja) « Re:ZERO: -Starting Life in Another World- Chapter 2: Week at a Mansion Edition Volume 5 » (consulté le 22 juin 2017)

Troisième arc (depuis (ja) Kadokawa)
1. 1 2  (ja) « Re:ZERO: -Starting Life in Another World- Chapter 3: Truth of Zero 1 » (consulté le 18 mai 2019)
2. 1 2  (ja) « Re:ZERO: -Starting Life in Another World- Chapter 3: Truth of Zero 2 » (consulté le 18 mai 2019)
3. 1 2  (ja) « Re:ZERO: -Starting Life in Another World- Chapter 3: Truth of Zero 3 » (consulté le 18 mai 2019)
4. 1 2  (ja) « Re:ZERO: -Starting Life in Another World- Chapter 3: Truth of Zero 4 » (consulté le 18 mai 2019)
5. 1 2  (ja) « Re:ZERO: -Starting Life in Another World- Chapter 3: Truth of Zero 5 » (consulté le 18 mai 2019)
6. 1 2  (ja) « Re:ZERO: -Starting Life in Another World- Chapter 3: Truth of Zero 6 » (consulté le 18 mai 2019)
7. 1 2  (ja) « Re:ZERO: -Starting Life in Another World- Chapter 3: Truth of Zero 7 » (consulté le 18 mai 2019)
8. 1 2  (ja) « Re:ZERO: -Starting Life in Another World- Chapter 3: Truth of Zero 8 » (consulté le 18 mai 2019)
9. 1 2  (ja) « Re:ZERO: -Starting Life in Another World- Chapter 3: Truth of Zero 9 » (consulté le 18 mai 2019)
10. 1 2  (ja) « Re:ZERO: -Starting Life in Another World- Chapter 3: Truth of Zero 10 » (consulté le 18 mai 2019)
11. 1 2  (ja) « Re:ZERO: -Starting Life in Another World- Chapter 3: Truth of Zero 11 » (consulté le 24 décembre 2019)

Quatrième arc (depuis (ja) Kadokawa)
1. 1 2  (ja) « ゼロから始める異世界生活 第四章 聖域と強欲の魔女 １ » (consulté le 24 décembre 2019)
2. 1 2  (ja) « Re:ゼロから始める異世界生活 第四章 聖域と強欲の魔女 2 » (consulté le 25 avril 2020)
3. 1 2  (ja) « Re:ゼロから始める異世界生活 第四章 聖域と強欲の魔女 3 » (consulté le 5 novembre 2020)
4. 1 2  (ja) « Re:ゼロから始める異世界生活 第四章 聖域と強欲の魔女 4 » (consulté le 27 avril 2021)
5. 1 2  (ja) « Re:ゼロから始める異世界生活 第四章 聖域と強欲の魔女 5 » (consulté le 10 décembre 2021)
6. 1 2  (ja) « Re:ゼロから始める異世界生活 第四章 聖域と強欲の魔女 6 » (consulté le 27 mai 2022)
7. 1 2  (ja) « Re:ゼロから始める異世界生活 第四章 聖域と強欲の魔女 7 » (consulté le 7 décembre 2022)
8. 1 2  (ja) « Re:ゼロから始める異世界生活 第四章 聖域と強欲の魔女 8 » (consulté le 24 juillet 2023)
9. 1 2  (ja) « Re:ゼロから始める異世界生活 第四章 聖域と強欲の魔女 9 » (consulté le 31 janvier 2024)
10. 1 2  (ja) « Re:ゼロから始める異世界生活 第四章 聖域と強欲の魔女 10 » (consulté le 3 septembre 2024)
11. 1 2  (ja) « Re:ゼロから始める異世界生活 第四章 聖域と強欲の魔女 11 » (consulté le 3 mars 2025)
12. 1 2  (ja) « Re:ゼロから始める異世界生活 第四章 聖域と強欲の魔女 12 » (consulté le 18 août 2025)

Annexe (depuis (ja) Kadokawa)
1. 1 2  (ja) « Re:Zero Shinmeitan 1 » (consulté le 18 mai 2019)
2. 1 2  (ja) « Re:Zero Shinmeitan 2 » (consulté le 24 décembre 2019)
3. 1 2  (ja) « Re:Zero Shinmeitan 3 » (consulté le 5 août 2020)
4. 1 2  (ja) « Re:Zero Shinmeitan 4 » (consulté le 3 juin 2021)

Anthologie (depuis (ja) Kadokawa)
1. 1 2  (ja) « Re:Zero Official Anthology Comic 1 » (consulté le 18 mai 2019)
2. 1 2  (ja) « Re:Zero Official Anthology Comic 2 » (consulté le 18 mai 2019)
3. 1 2  (ja) « Re:Zero Official Anthology Comic 3 » (consulté le 18 mai 2019)

Recueil (depuis (ja) Kadokawa)
1. 1 2  (ja) « Re:zeropedia » (consulté le 18 mai 2019)

Recueil d'illustrations (depuis (ja) Kadokawa)
1. 1 2  (ja) « Art Works Re:BOX » (consulté le 1er décembre 2017)
2. 1 2  (ja) « Animation Illust Works -Re:START- » (consulté le 23 mars 2019)

##### Édition française
Light novel
1. 1 2 3 4 5 6 7 8 9  « Light Novel Re:Zero chez Ofelbe », Ofelbe (consulté le 18 juin 2017)

Manga
Histoire principale
1. 1 2  « Re:Zero - Premier arc : Une journée à la capitale », sur Ototo (consulté le 24 janvier 2021)
2. 1 2 3 4 5  « Re:Zero - Deuxième arc : Une semaine au manoir », sur Ototo (consulté le 24 janvier 2021)
3. 1 2 3 4 5 6 7 8 9 10 11  « Re:Zero - Troisième arc : Truth of Zero », sur Ototo (consulté le 24 janvier 2021)
4. 1 2 3 4 5 6 7 8 9  « Re:Zero - Quatrième arc : Le Sanctuaire et la sorcière de l'Avarice », sur Ototo (consulté le 28 août 2021)

Annexe
1. 1 2 3 4  « Re:Zero Chronicles : La ballade amoureuse de la Lame démoniaque », sur Ototo (consulté le 24 janvier 2021)